# Bobby L. Rush

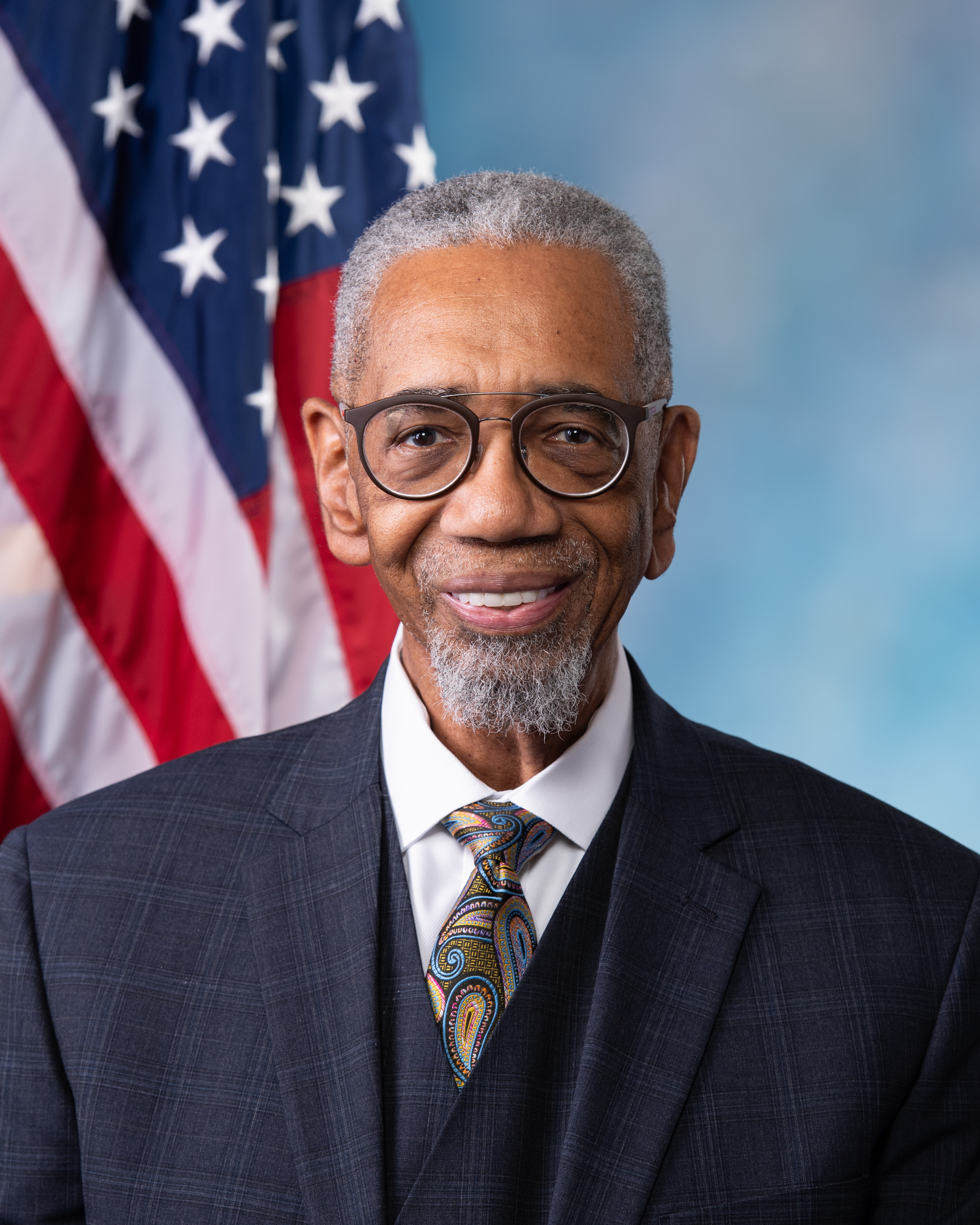
Bobby Lee Rush (2018)

Bobby Lee Rush (* 23. November 1946 in Albany, Georgia) ist ein US-amerikanischer Politiker der Demokratischen Partei. Er gehörte von 1993 bis 2023 dem Repräsentantenhaus der Vereinigten Staaten als Vertreter des Bundesstaates Illinois an und vertrat den ersten Kongresswahlbezirk.

## Werdegang
Bobby Rush diente von 1963 bis 1968 in der US Army. Er studierte an der Roosevelt University in Chicago und erhielt dort 1974 seinen Bachelor of Arts. Von 1983 bis 1993 gehörte er dem Stadtrat (city council) von Chicago an. Im Jahr 1999 kandidierte er erfolglos für das Amt des Bürgermeisters dieser Stadt. Daneben besuchte er die University of Illinois und das McCormick Theological Seminary. Rush arbeitete zwischenzeitlich auch als Versicherungsvertreter. Außerdem ist oder war er gelegentlich als Geistlicher tätig. In Illinois wurde er in den 1960er Jahren Mitgründer und dann Funktionär der Black Panther Party. Bundespolitisch schloss er sich der Demokratischen Partei an. Im Jahr 1990 war er deren stellvertretender Staatsvorsitzender für Illinois. Im Jahr 1992 wurde er in das US-Repräsentantenhaus gewählt. Als Mitglied dieses Gremiums vertrat Rush ab dem 3. Januar 1993 den ersten Kongresswahlbezirk seines Staates. Im Jahre 2000 wurde ihm sein Kongresssitz vom späteren US-Präsidenten Barack Obama – damals Mitglied des Senats von Illinois – innerparteilich erfolglos streitig gemacht: Rush gewann die demokratischen Vorwahlen klar mit 61 Prozent der Stimmen. Nach insgesamt vierzehn gewonnenen Wahlen gab Rush im Januar 2022 bekannt, nach 30 Jahren im Kongress keine weitere Amtszeit anzustreben und sich zurückzuziehen. Seine Legislaturperiode endete damit am 3. Januar 2023.
Bobby Rush war Mitglied in folgenden Ausschüssen:
- Committee on Agriculture
  - Commodity Exchanges, Energy, and Credit Subcommittee
  - Livestock and Foreign Agriculture Subcommittee
  - Nutrition, Oversight, and Department Operations Subcommittee
- Energy and Commerce Committee
  - Consumer Protection and Commerce Subcommittee
  - Energy Subcommittees (Vorsitzender)

Im 2021 veröffentlichten Spielfilm Judas and the Black Messiah wird Rush von Darrell Britt-Gibson gespielt. Im Fokus steht Fred Hampton. Rush selbst war in den 1960er Jahren in der US-Bürgerrechtsbewegung engagiert.